# Стволов, Сергей Николаевич
Серге́й Никола́евич Стволов (9 марта 1963, Первоуральск, Свердловская область, РСФСР, СССР — 14 октября 2001, около г. Владикавказ, Северная Осетия, Россия) — полковник ВС РФ, участник Афганской, Первой и Второй чеченской войны, Первой карабахской войны, Вооружённого конфликта в Приднестровье и Гражданской войны в Таджикистане, Герой Российской Федерации (2000). Командир 503-го гвардейского мотострелкового полка 19-й мотострелковой дивизии 58-й общевойсковой армии Северо-Кавказского военного округа.

## Биография
Родился 9 марта 1963 года в городе Первоуральске Свердловской области. Русский.   Окончил 8 классов средней школы № 10 в Первоуральске и профессионально-техническое училище № 6 там же. Работал электриком на Новотрубном заводе.
Осенью 1981 года был призван в Советскую Армию и направлен в учебную воинскую часть Среднеазиатского военного округа, после окончания обучения направлен для прохождения дальнейшей службы  в горнострелковый батальон   ограниченного контингента советских войск в Афганистане. Летом 1982 года поступает в
Свердловское высшее военно-политическое танко-артиллерийское училище, которое окончил в 1986 году. Проходил службу в воздушно-десантных, танковых и мотострелковых частях различных военных округов.
Участник войны в Афганистане (вторично), Нагорном Карабахе, Таджикистане, Приднестровье.
В должности командира батальона прошел первую чеченскую войну, трижды был награждён орденами Мужества, тяжело ранен при штурме Грозного в январе 1995 года, был госпитализирован, после сбежал из госпиталя и вернулся в свою часть.
В 1999 году окончил Общевойсковую Академию, в сентябре того же года полковник Стволов воевал в Дагестане в должности командира 503-го гвардейского мотострелкового полка. Руководил действиями полка при взятии укреплённых сел Карамахи и Чабанмахи, станицы Ищерская, при штурме Грозного. В боях был ранен 4 раза, в том числе дважды — тяжело.
В дальнейших боях Сергей Стволов исполнял обязанности начальника штаба группировки «Запад» и заместителя командира 205-й мотострелковой бригады. В марте 2000 года участвовал в штурме села Комсомольское.
Указом Президента Российской Федерации от 9 сентября 2000 года за мужество и героизм, проявленные в ходе контртеррористической операции в Северо-Кавказском регионе, полковнику Стволову Сергею Николаевичу присвоено звание Героя Российской Федерации с вручением медали «Золотая Звезда» (№ 698).
14 октября 2001 года погиб в автокатастрофе под Владикавказом. Похоронен в Первоуральске на Талицком кладбище.

## Память и награды
22 февраля 2011 года на доме по адресу улица Чекистов, 2 (Первоуральск), где жил Герой, открыли мемориальную доску в честь Героя России Сергея Стволова.
23 апреля 2011 года на аллее Героев в Екатеринбурге было в числе прочих посажено дерево в честь Сергея Стволова.
В октябре 2014 года на территории школы № 32 Первоуральска проходили соревнования по футболу между военно-патриотическими клубами Западного округа в память Сергея Стволова.
Награждён советским орденом Красной Звезды, тремя орденами Мужества, орденом «За военные заслуги», медалями, в том числе медалью ордена «За заслуги перед Отечеством» 2-й степени с мечами.

## Семья
Отец — Николай Митрофанович Стволов, мать — Александра Ильинична, братья — Николай и Анатолий, сестра — Надежда Карпухина, жена, три сына.